# Real Audiencia di Cusco
La Audiencia e Cancelleria Reale del Cuzco è stata una Real Audiencia della Corona spagnola nella regione del Cuzco del Vicereame del Perù. Fu creata nel 1787. Prima della creazione di questa real audiencia, la giurisdizione su questo territorio era divisa tra la Real Audiencia di Charcas e la Real Audiencia di Lima.